# Kriminalpolizei

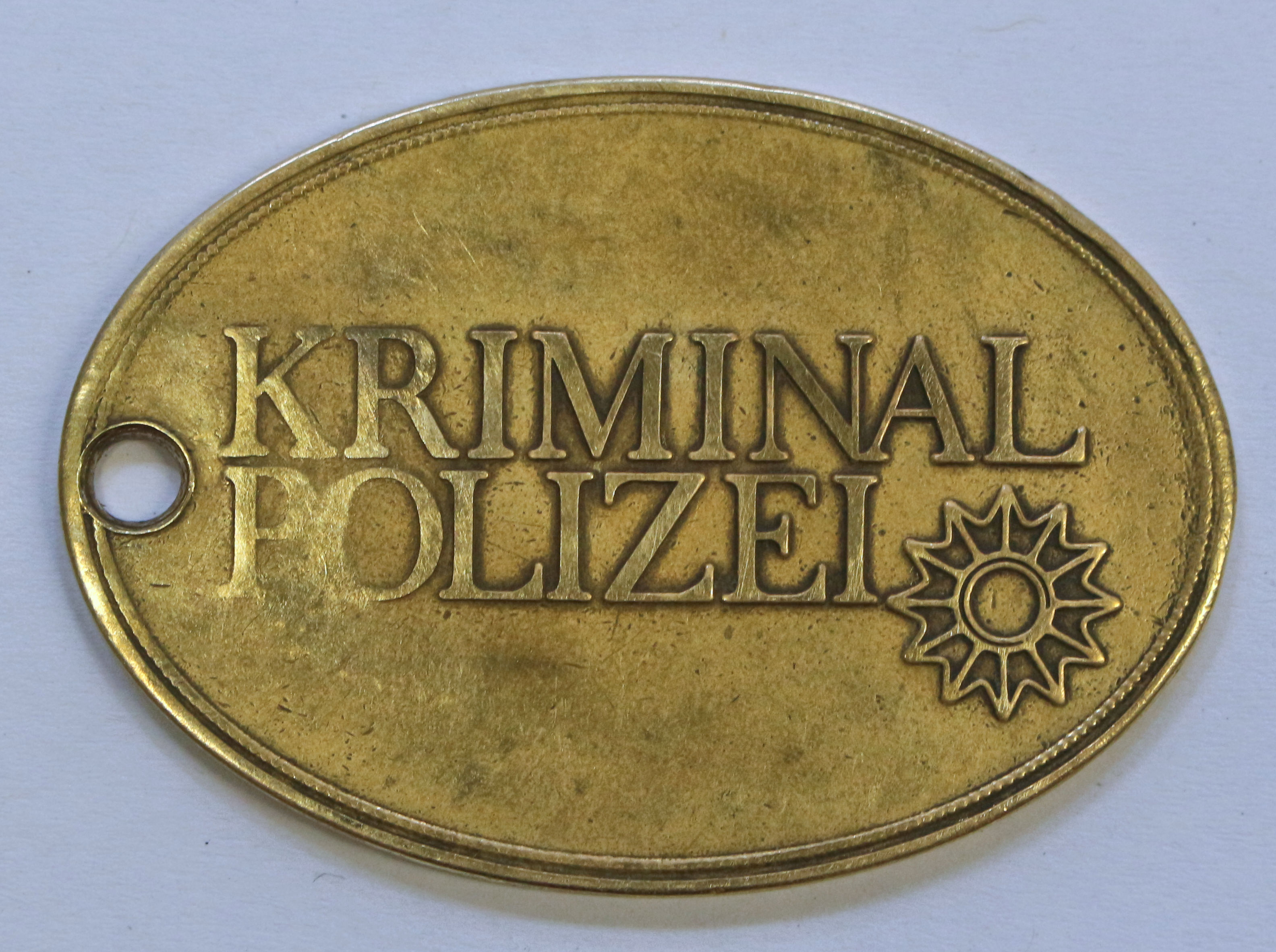
Kriminaldienstmarke

Die Kriminalpolizei (kurz: Kripo oder KriPo) ist die zivile Organisationseinheit der Polizei und das Pendant zur uniformierten Schutzpolizei.

## Aufgaben
Die Kriminalpolizei ist ebenso wie die Schutzpolizei mit der Verfolgung und Verhütung von Straftaten beauftragt. Während die Schutzpolizei in einer akuten Einsatzlage sofort ausrückt, übernehmen Beamte der Kriminalpolizei in der Regel die weiteren Ermittlungen, wie beispielsweise die Vorgangssachbearbeitung (Aktenführung, Anhörungen, Vernehmungen etc.), die Spurensuche und Spurensicherung am Tatort sowie die Durchführung operativer Maßnahmen (Durchsuchungen, Telekommunikationsüberwachung, Verhaftung etc.). Die Kripo ist in den meisten Fällen für die Ermittlungsarbeit von Straftaten und nicht ausschließlich für Verbrechen oder Schwerstkriminalität zuständig. Einfach gelagerte Fälle werden jedoch häufig von Bereichen der Schutzpolizei übernommen, was von der internen Regelung der jeweiligen Polizeibehörde abhängig ist.

## Zuständigkeits- und Deliktsbereiche
Die Organisationsformen der Kriminalpolizeien sind in der Bundesrepublik Deutschland unterschiedlich geregelt, da die konkrete Struktur und Aufgabenverteilung den einzelnen Ländern obliegt. Das kann innerhalb der Behörden zu unterschiedlichen Zuständigkeiten und Kompetenzen der Kriminalpolizei führen. Einige Deliktsbereiche können aber lauten:
- Kapitaldelikte (u. a. Tötungs- und Raubdelikte)
- Straftaten gegen die sexuelle Selbstbestimmung (u. a. Missbrauch von Kindern, Vergewaltigungen, Kinder- und Jugendpornografie)
- Fälle vermisster Personen
- Organisierte Kriminalität
- Rauschgiftkriminalität
- Geldautomatensprengung
- Wirtschaftskriminalität (Betrug, Computerkriminalität, Korruption, Falschgeldkriminalität)
- Eigentumsdelikte (Diebstahl/Einbruch)
- Politisch motivierte Kriminalität

Weitere Aufgaben und Organisationsbereiche können lauten: Kriminaldauerdienst, Fahndung, Erkennungsdienst/Spurensicherung, Computer-Forensik, Zeugenschutz, Vermögensabschöpfung und VP-Führung.
Die Angehörigen des Bundeskriminalamts, der Landeskriminalämter und der örtlichen Kriminalpolizeidienststellen versehen ihren Dienst meist in Zivilkleidung. Sie sind Polizeivollzugsbeamte und weisen sich mit der Kriminaldienstmarke und mit dem Dienstausweis aus.
Eine Berufsvertretung, die speziell für Kriminalbeamte gegründet wurde, ist der Bund Deutscher Kriminalbeamter.

## Ausbildung
In den Ländern Hamburg, Hessen, Baden-Württemberg und Berlin ist der Direkteinstieg bei der Kriminalpolizei möglich. Beim Bundeskriminalamt (BKA) werden die Beamten im Vorbereitungsdienst ausschließlich zu Kriminalkommissaren ausgebildet und im ermittelnden Bereich eingesetzt.
Im März 2023 teilte der Innenminister Michael Ebling mit, dass Veränderungen des Polizei-Studiums in Rheinland-Pfalz geplant sind und zukünftig direkt für die Kriminalpolizei ausgebildet werden soll. In Niedersachsen erfolgen Einstellungen ausschließlich in die Schutzpolizei; eine Spezialisierung auf den Schwerpunkt „Ermittlungen“ ist zwar während des Studiums möglich, ein Laufbahnwechsel zur Kriminalpolizei aber erst nach Abschluss des Vorbereitungsdienstes. Die Polizeiakademie Niedersachsen startete im April 2020 ein Pilotprojekt, um auf den Personalmangel in den Ermittlungsbereichen zu reagieren. Studierende werden dabei im letzten Studienjahr intensiv auf polizeipraktische Ermittlungsarbeit vorbereitet. Dadurch entsteht jedoch kein Anspruch auf den direkten Einstieg in den ermittelnden Bereich. Auch beispielsweise in Bremen, Thüringen und Bayern existiert kein Anspruch auf einen Direkteinstieg bei der Kriminalpolizei.

## Geschichte

### Anfänge
Für Ermittlungsverfahren waren ursprünglich die Gerichte zuständig (s. Inquisitionsverfahren), wobei vor allem beeidete Zeugenaussagen und Geständnisse als Beweise galten (vgl. Reinigungseid, Urgicht). Durch die Zunahme der Kriminalität in den wachsenden Großstädten wurde zur Entlastung der Gerichte eigene Strafverfolgungsbehörden notwendig. Die ersten Anfänge der Kriminalpolizei sind in Berlin zu finden. Im Jahre 1799 wurden zur Aufsicht über die Strafgerichtsbarkeit eine Immediats-Criminalkommission beim Kammergericht gebildet, der ein Criminal-Inspector, drei Criminal-Commissarien und zwei Criminal-Sekretairen unterstanden, die alle zur Aufklärung von Verbrechen und Vergehen erforderlichen Ermittlungen und Vernehmungen durchführen durften. Zur Wahrnehmung der Aufgaben war ihnen in Ausnahmefällen gestattet, auch ohne Uniform tätig zu werden. Faktisch waren sie die ersten Kriminalbeamten in Deutschland. Die Kommission wurde 1804 aufgelöst und die Beamten der neuen Criminal-Deputation des Stadtgerichts unter Direktor Diederich Friedrich Carl von Schlechtendal zugeordnet. Mit der Ernennung Schlechtendals zum Polizeipräsidenten 1811 wurden die sechs Beamten vom Polizeipräsidium Berlin übernommen.

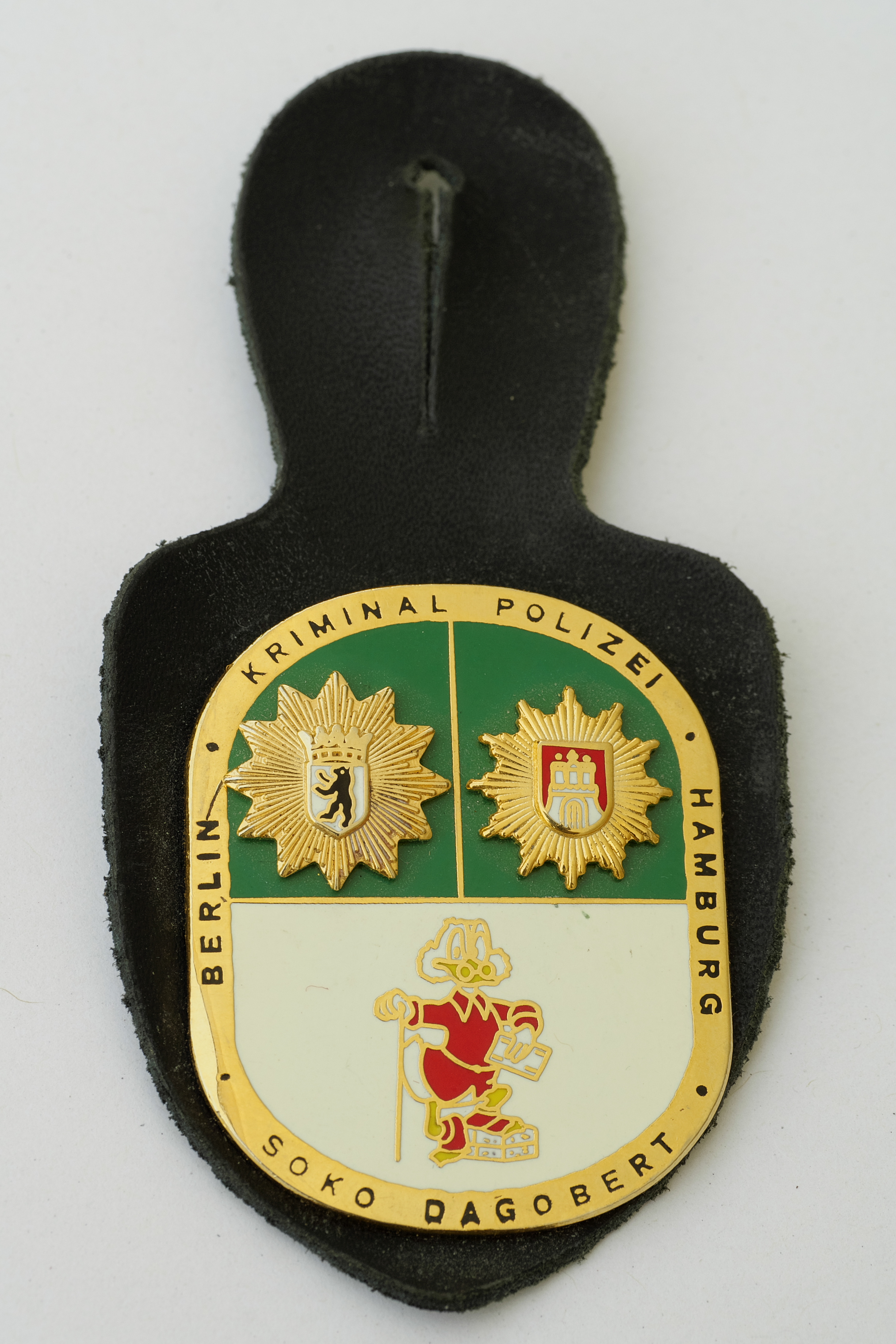
Brustanhänger der Kriminalpolizei Berlin und Hamburg für die Sonderkommission Dagobert

Deklaratorisch wurde die Ermittlungskompetenz der Polizei in Kriminalitätsfällen durch das Berliner Polizeireglement vom 1. April 1811 festgelegt. Die Polizeibehörde durfte in eigener Verantwortung Straftaten aufklären und die Fälle ohne sofortige Hinzuziehung der Gerichte bearbeiten. Im Jahre 1820 wurde in Berlin die Berufsbezeichnung Kriminalkommissar eingeführt, die organisatorische Trennung zwischen Schutz- und Kriminalpolizei erfolgte jedoch erst 1872. Dies war die Geburtsstunde einer selbstständigen kriminalpolizeilichen Organisation in Preußen, was später in anderen Teilen Deutschlands übernommen wurde. Der Beruf die Kriminalkommissars war begehrt, er bekam das Gehalt eines Amtsrichters, Freifahrt in der Straßenbahn und Freiplatz im Theater. Schon in den Anfängen sind verdeckte Einsätze als Bettler, Briefträger, Dienstmann oder Droschkenkutscher oder zur Frau verkleidet belegt. Nach 1876 wurden mit der Entwicklung der Fotografie Verbrecheralben angelegt, 1903 wurde das Fingerabdruckverfahren eingeführt. Zum Kriegsbeginn 1914 wurde wegen starken Anstiegs von Straftaten ein Kriminaldauerdienst eingerichtet, bereits seit 1902 bestand ein „Mordbereitschaftsdienst“.
Neben Berlin wurde in Bremen (1853) und Hamburg (1875) die Polizei reformiert. Gegen Ende des 19. Jahrhunderts verfügten alle großen deutschen Städte über eine Kriminalpolizei. Nachdem sich in der Polizei diese Spezialisierung durchgesetzt hatte, war eine Aufteilung in Kriminalitätsfelder nicht weit: 1855 wurde in Berlin anlässlich des Mordfalls Dickerhoff die erste Mordkommission aufgerufen. Im Jahre 1886 wurde in Berlin der Erkennungsdienst gegründet.
Schon früh erkannte man den Bedarf für überregionale Zusammenarbeit. Folglich wurde 1897 anlässlich einer Polizeikonferenz in Berlin die Schaffung einer Zentralstelle gefordert, um eine bessere Zusammenarbeit der Länder und freien Städte zu gewährleisten.

### Weimarer Republik
1925 wurde als Zentralstelle das Preußische Landeskriminalpolizeiamt gegründet, aus dem 1937 das Reichskriminalpolizeiamt hervorging. In den übrigen Ländern entstanden ebenfalls Zentralstellen.
Die in den 1920er Jahren aufkommende Weibliche Kriminalpolizei war vorrangig für minderjährige Straftäter, Opfer und Zeugen zuständig und bestand bis in die 1970er Jahre.
In Wien wurde am 7. September 1923 die Internationale Kriminalpolizeiliche Kommission (IKPK), der Vorläufer der heutigen Interpol, gegründet. Ihr Ziel war der verbesserte Nachrichtenaustausch und die Modernisierung der Verbrechensbekämpfung. Zu diesem Zweck wurde eine zentrale Fingerabdruckkartei eingeführt und der internationale Haftbefehl geschaffen.
Wie kaum ein Zweig der inneren Verwaltung war die Kripo in der Weimarer Republik einer rasanten Modernisierungstendenz unterworfen. Dieser Modernisierungs- und Professionialisierungsdruck von Politik und Öffentlichkeit wurde sicherlich auch von spektakulären Verbrechen ausgelöst, wie etwa von Sexual-, Kinder- oder Serienmördern, kriminellen „Ringvereinen“ oder berüchtigten Einbrecherbanden, deren Fälle sowohl die Leserschaft der neuen Massenmedien als auch die Politik auf den Plan riefen, eine Modernisierung der Kriminalpolizei vehement einzufordern. Die Brüder und Geldschrankknacker Franz und Erich Sass (Berlin) oder die Serienmörder Fritz Haarmann (Hannover) und Peter Kürten (Düsseldorf) gehören hierbei zu den bekanntesten Beispielen dafür, wie Verbrechen durch den öffentlichen Diskurs wahrgenommen und kontrovers diskutiert wurden.
Dementsprechend wurden alleine in den 1920er Jahren folgende Arbeitsweisen grundlegend reformiert oder ganz neu eingeführt: die Daktyloskopie, eine professionelle Analyse von Brandstellen, die Kommunikation durch Telefone und Fernschreiben, der effiziente Einsatz von Karteisystemen, Erkennungsdienst und Spurensicherung, Prophylaxe und Aufklärung, die Schaffung einer weiblichen Kriminalpolizei und nicht zuletzt ein allgemeiner Imagewechsel zum „Freund und Helfer“.

### Nationalsozialismus
In der Zeit des Nationalsozialismus war auch die deutsche Polizei gleichgeschaltet. Hatte man die Weimarer Republik noch als demütigenden Rechtsstaat empfunden, der viele formale Einschränkungen für die Kripoarbeit im „Kampf gegen das Verbrechertum“ (Kurt Daluege) vorhielt, fühlte man sich nach 1933 von solchen Fesseln in Kripokreisen regelrecht befreit. Schon das 1933 verkündete „Gewohnheitsverbrechergesetz“ erweiterte den Spielraum der Kripo gegen angebliche Gewohnheits- oder Berufsverbrecher enorm, war jedoch eine Absage an den demokratischen Rechtsstaat. Diese Entwicklung wurde von Kripolobbyisten und -theoretikern nach 1933 maßgeblich vorangetrieben, die Kripoarbeit mehr und mehr der NS-Ideologie untergeordnet.
Zudem wurde die Kripo nun grundlegend neu strukturiert und zentralisiert: Nach der Einsetzung von Heinrich Himmler als Chef der Deutschen Polizei 1936 wurde die Kriminalpolizei dem Hauptamt Sicherheitspolizei zugeordnet. Das bislang nur geplante Reichskriminalpolizeiamt (RKPA) wurde 1936/1937 errichtet und mit entsprechenden Befugnissen versehen. Dem RKPA wurden Kriminalpolizeileitstellen (KpLSt) in Königsberg i. Pr., Stettin, Berlin (RKPA als KpLSt), Breslau, Halle an der Saale, Hannover, Frankfurt am Main, Köln, Düsseldorf, München, Dresden, Stuttgart, Hamburg, Bremen und später Wien, Reichenberg, Danzig und Posen nachgeordnet. Diesen Leitstellen waren wiederum Kriminalpolizeistellen (KpSt) nachgeordnet. Eine KpLSt nahm zugleich die Aufgaben einer KpSt für ihren Bereich wahr. Die Zuordnung der Sitze der Dienststellen erfolgte nicht nur nach kriminalgeographischen Gesichtspunkten, sondern auch nach parteipolitischen Machtverhältnissen. Beispielsweise war die KpLSt Düsseldorf für das Ruhrgebiet zuständig, obwohl aus geographischen Gesichtspunkten Essen geeigneter gewesen wäre. Düsseldorf wurde jedoch wegen des ranghöheren Polizeiführers gewählt. Grundlage für diese Neugliederung war der am 20. September 1936 ergangene Runderlass zur Neuordnung der Reichskriminalpolizei.
Auf Basis des „Grundlegenden Erlasses über die Vorbeugende Verbrechensbekämpfung durch die Polizei“ des Reichsinnenministeriums vom 14. Dezember 1937 wurde der Verfolgungsdruck der nationalsozialistischen Kripo ausgeweitet auf angebliche „Berufsverbrecher“, auf „Asoziale“ und „Arbeitsscheue“, Obdachlose, Wanderarbeiter, „Zigeuner“, Prostituierte und Homosexuelle. Im sog. „Zigeuner-Grunderlaß“ vom 8. Dezember 1939 wurde die Kriminalpolizei mit der Bereitstellung von Sammellagern beauftragt. Theoretiker der Kriminologie oder Protagonisten der Kripo (Robert Heindl, Robert Ritter oder Paul Werner) versuchten, Kriminalität ausschließlich als Ergebnis von mangelnder Erbhygiene zu erklären (Kriminalbiologie) und somit die vorbeugende Verbrechensbekämpfung nur mit den Mitteln eines eliminierenden Sozialrassismus gegen alle Außenseiter und Randgruppen führen zu müssen.
Der Historiker Patrick Wagner schätzt, dass vor diesem Hintergrund insgesamt rund 80.000 Menschen völlig willkürlich von der Kripo in Konzentrationslager deportiert wurden. Zentrale Machtmittel dieses Erlasses waren die Polizeiliche planmäßige Überwachung und die Polizeiliche Vorbeugehaft. Alleine bei der Juni-Aktion von 1938 wurden tausende Menschen verhaftet und verschleppt. Ebenso verstrickt war die Kripo in die Massenverbrechen der Einsatzgruppen der Sicherheitspolizei und des SD ab 1939. Angelastet werden muss der deutschen Kriminalpolizei vor allem der Völkermord an den Sinti und Roma (Porajmos).
Arthur Nebe, der Chef des Reichskriminalpolizeiamtes, leitete beispielsweise zwischenzeitlich die Einsatzgruppe B, die in den entsprechenden Einsatzberichten gezählten 45.467 Mordopfer zu verantworten hatte. Im Weiteren wurde 1939 aus dem Geheimen Staatspolizeiamt, dem Reichskriminalpolizeiamt und dem Sicherheitsdienst des Reichsführers SS das Reichssicherheitshauptamt unter der Führung von Reinhard Heydrich gegründet. Nebe blieb Leiter der deutschen Kripo bis 1944. Sein Nachfolger wurde am 15. August 1944 SS-Obersturmbannführer und Oberregierungsrat Friedrich Panzinger.

### Nachkriegszeit
Ein Jahr nach Ende des Zweiten Weltkriegs waren in Berlin die Dienstmarken, mit der sich Kriminalpolizisten auswiesen, häufig gefälscht. Es gab so viele „falsche Kriminalbeamte“ mit gefälschten „Blechmarken“, die harmlose Bürger durch vorgegebene Hausdurchsuchungsbefehle beraubten, dass die Berliner Zeitung von einer „Landplage“ sprach.

### Bundesrepublik
Gegen Ende des Zweiten Weltkriegs beschlossen die Siegermächte auf den Konferenzen von Jalta und Potsdam, das Polizeiwesen in Deutschland zu entnazifizieren, entmilitarisieren, demokratisieren und dezentralisieren. Die einzelnen Militärregierungen der Alliierten bauten in ihren Besatzungszonen die Polizei entsprechend ihren Vorstellungen auf. Die Dezentralisierung hatte die Zuständigkeit der Länder zur Folge und bedeutete für die Bekämpfung der Kriminalität, dass die reisenden und überörtlichen Täter nicht mehr wirkungsvoll bekämpft werden konnten. Deshalb haben die Siegermächte erlaubt, dass der Parlamentarische Rat in den Art. 73 und Art. 87 Grundgesetz (GG) für die Kriminalpolizei eine Sonderregelung einführte: „Die Zusammenarbeit von Bund und Ländern darf sich nicht auf das gesamte Polizeiwesen erstrecken, sondern ist nur auf die Kriminalpolizei bezogen.“ Darüber hinaus hat der Parlamentarische Rat auch die Tätigkeit der Kriminalpolizei beschrieben, nämlich: „Verhüten, Aufdecken und Verfolgen wichtiger Straftaten.“
Mit Inkrafttreten des Grundgesetzes am 23. Mai 1949 wurde in Art. 73 festgelegt, dass der Bund „die ausschließliche Gesetzgebung über […] die Zusammenarbeit des Bundes und der Länder in der Kriminalpolizei…“ hat. Dazu wurde im März 1951 das Gesetz über die Errichtung eines Bundeskriminalamtes geschaffen. Parallel dazu wurden in den Ländern auch Landeskriminalämter eingerichtet, die innerhalb der Länder eine Koordinierung und Informationssteuerung gewährleisten sollen.
Die voranschreitende Spezialisierung in der Kriminalpolizei machte es erforderlich, die Bandbreite der Einsatzfelder weiter zu untergliedern. Anfang der 1990er Jahre gab es innerhalb der Polizeien der Länder den Trend, die Spezialisierung aufzuheben. Dies äußerte sich sowohl in der Ausbildung des Polizeinachwuchses als auch in der Organisationsform. In vielen Polizeien der Länder wurden der Kriminalpolizei als eigener Zweig innerhalb der Polizei die entsprechenden Laufbahngruppen aufgehoben und eine Fachausbildung abgeschafft.

### Deutsche Demokratische Republik
Die Kriminalpolizei der Deutschen Demokratischen Republik war Teil der Deutschen Volkspolizei.

## EU und international
Auf europäischer Ebene erfolgt die polizeiliche und justizielle Zusammenarbeit in Strafsachen durch Europol.
Auf internationaler Ebene erfolgt die polizeiliche Zusammenarbeit durch Interpol. In Deutschland agiert das BKA als Nationales Zentralbüro.